# Robert Zollitsch
Robert Zollitsch (Filipovo, 9 agosto 1938) è un arcivescovo cattolico tedesco, dal 17 settembre 2013 arcivescovo emerito di Friburgo in Brisgovia.

## Biografia
Nato nel 1938 in Jugoslavia (oggi Serbia), nel 1964 diventa membro dell'Istituto dei Padri di Schönstatt.
Il 27 maggio 1965 è ordinato sacerdote dall'arcivescovo Hermann Josef Schäufele.
Nel 1983 è nominato responsabile del dipartimento per il personale dell'arcidiocesi di Friburgo in Brisgovia, nel 1984 canonico della cattedrale.

### Ministero episcopale

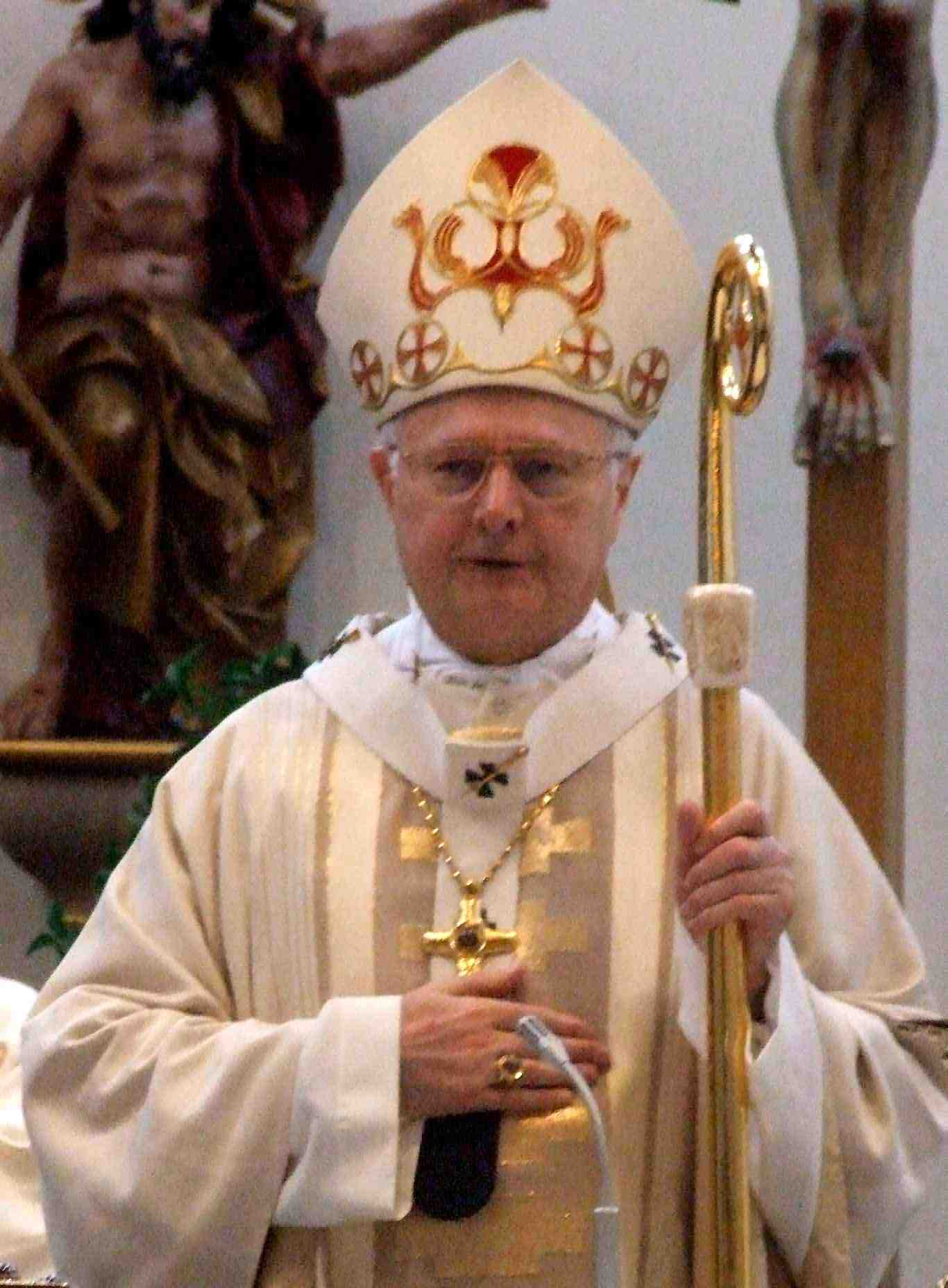
Robert Zollitsch (2006)

Il 16 giugno 2003 è eletto arcivescovo metropolita di Friburgo in Brisgovia. Riceve la consacrazione episcopale il successivo 20 luglio dall'arcivescovo Oskar Saier.
Il 18 febbraio 2008 è eletto presidente della Conferenza episcopale tedesca e quindi portavoce della Chiesa tedesca. La sua elezione è stata accolta da molti personaggi tedeschi e gruppi, tra cui la cancelliera Angela Merkel.
Il 17 settembre 2013 è accolta la sua rinuncia al governo pastorale dell'arcidiocesi di Friburgo in Brisgovia per raggiunti limiti di età.
Il 12 marzo 2014 termina il suo incarico da presidente della Conferenza episcopale tedesca; al suo posto è eletto il cardinale Reinhard Marx.

### Posizioni e considerazioni
È considerato un liberale per le sue convinzioni, riconosce le unioni civili da parte degli stati, ma è contro il termine "matrimonio gay".

## Genealogia episcopale e successione apostolica
La genealogia episcopale è:
- Cardinale Scipione Rebiba
- Cardinale Giulio Antonio Santori
- Cardinale Girolamo Bernerio, O.P.
- Arcivescovo Galeazzo Sanvitale
- Cardinale Ludovico Ludovisi
- Cardinale Luigi Caetani
- Cardinale Ulderico Carpegna
- Cardinale Paluzzo Paluzzi Altieri degli Albertoni
- Papa Benedetto XIII
- Papa Benedetto XIV
- Papa Clemente XIII
- Cardinale Marcantonio Colonna
- Cardinale Giacinto Sigismondo Gerdil, B.
- Cardinale Giulio Maria della Somaglia
- Cardinale Carlo Odescalchi, S.I.
- Vescovo Eugène de Mazenod, O.M.I.
- Cardinale Joseph Hippolyte Guibert, O.M.I.
- Cardinale François-Marie-Benjamin Richard
- Cardinale Pietro Gasparri
- Arcivescovo Cesare Orsenigo
- Cardinale Josef Frings
- Arcivescovo Wendelin Rauch
- Arcivescovo Eugen Viktor Paul Seiterich
- Arcivescovo Hermann Josef Schäufele
- Arcivescovo Oskar Saier
- Arcivescovo Robert Zollitsch

La successione apostolica è:
- Vescovo Michael Gerber (2013)
- Arcivescovo Stephan Burger (2014)